# Mick Wallace
Michael (Mick) Wallace (ur. 9 listopada 1955 w m. Wexford) – irlandzki polityk, przedsiębiorca i działacz piłkarski, poseł do Dáil Éireann, deputowany do Parlamentu Europejskiego IX kadencji.

## Życiorys
Studiował anglistykę, historię i filozofię na University College Dublin. W 1983 uzyskał kwalifikacje nauczycielskie. Zajął się jednak pracą w sektorze prywatnym jako właściciel przedsiębiorstwa deweloperskiego. W 2007 zainicjował utworzenie klubu piłkarskiego Wexford Youths. Był przez pewien czas jego menedżerem podczas występów w drugim poziomie ligowym.
W 2011 po raz pierwszy został wybrany do Dáil Éireann jako kandydat niezależny z okręgu wyborczego Wexford. W trakcie kadencji zainicjował powołanie socjalistycznego ugrupowania politycznego o nazwie Independents 4 Change. Brał aktywny udział w kampaniach przeciwko tzw. polityce zaciskania pasa. Stał się barwną postacią irlandzkiej polityki, m.in. ze względu na swój styl bycia (w tym regularne noszenie różowych koszul), a także z uwagi na problemy podatkowe i postępowanie upadłościowe związane z bankructwem.
W wyborach w 2016 z powodzeniem ubiegał się o reelekcję do niższej izby irlandzkiego parlamentu. W 2019 uzyskał natomiast mandat posła do Parlamentu Europejskiego IX kadencji.